# Tái sinh (Phật giáo)
Tái sinh hay tái sanh, tái kiếp trong Phật giáo đề cập đến giáo lý cho rằng nghiệp của một con người sẽ dẫn dắt đến một cuộc sống mới sau khi chết, trong một vòng không bao giờ chấm dứt gọi là luân hồi (saṃsāra). Vòng luân hồi này được xem là khổ (dukkha), không thỏa mãn và đau đớn. Vòng luân hồi chỉ dừng lại nếu đạt được giải thoát bằng giác ngộ và dập tắt tham, sân, si. Tái sinh là một trong những học thuyết quan trọng của Phật giáo, cùng với nghiệp (Karma), niết bàn (nirvana) và giải thoát (moksha).
Học thuyết tái sinh trong Phật giáo đôi khi được đề cập đến như là đầu thai hoặc luân hồi, xác nhận rằng việc tái sinh không nhất định phải thành một con người, mà vào một trong sáu cõi (Gati) gọi là hữu luân (Bhavachakra). Sáu cõi luân hồi bao gồm Thiên (Deva), A-tu-la (Asura), Nhân (Manusya), Súc sanh (Tiryak), Ngạ quỷ (Preta), và Địa ngục (Naraka). Theo những truyền thống Phật giáo thì sự tái sinh này được quyết định bởi nghiệp lực, với thiện nghiệp (Kushala) thì sinh vào cõi tốt, và ác nghiệp (Akushala) thì bị sinh vào cõi xấu. Trong khi Niết Bàn mới là mục đích sau cuối của giáo lý Phật giáo, nhiều pháp môn Phật giáo lại tập trung vào việc đạt được phước đức và hồi hướng công đức, nhờ đó con người có thể tái sinh vào cõi thiện và tránh tái sinh vào cõi ác.

## Chú giải
1. ↑  Điều này được thảo luận rất nhiều trong nhiều kinh trong Bộ Kinh. Xem, ví dụ, Kinh Thiên Sứ (Devaduta Sutta) trong Trung Bộ Kinh (Majjhima Nikaya) (iii.178).[7]
2. ↑  Việc có được công đức có thể nhờ vào những thân nhân của một người.[4][8][9]